# Marisa Tomei
Marisa Tomei (New York, 4. prosinca 1964.), američka filmska, kazališna i televizijska glumica. Dobitnica je Oscara za najbolju sporednu žensku ulogu za film Moj rođak Vinny iz 1992.

## Životopis
Marisa Tomei je rođena u Brooklynu, u New Yorku. Nakon srednje škole i prve godine studija na sveučilištu u Bostonu, Marisa je prekinula školovanje kako bi se pojavila u TV sapunici As the World Turns, a poslije i u humorističnoj seriji A Different World.
Prva značajnija filmska uloga Marisi je bila u filmu Moj rođak Vinny (My Cousin Vinny) iz 1992. godine, gdje je glumila zajedno s Joeom Pescijem. Uloga joj je donijela Oscara za najbolju žensku sporednu ulogu. Romantična komedija Samo ti iz 1994. godine bila je jedna od njenih zapaženijih uloga, a na snimanju je počela romantičnu vezu s kolegom Robertom Downeyjem. U filmu Dobrodošli u Sarajevo iz 1997. glumila je zajedno s Woodyjem Harrelsonom i Goranom Višnjićem.
Marisa Tomei je imala zapažene uloge i u popularnim TV-serijama Seinfeld i Vatreni dečki.

## Vanjske poveznice
- Marisa Tomei u internetskoj bazi filmova IMDb-u (engl.)